# Фуксия
Фуксия (Fuchsia) е род растения от семейството на Върбовкови (Onagraceae), в което влизат повече от 100 вида дървета и храсти, разпространени в Централна и Южна Америка, Нова Зеландия и остров Таити.
През 1669 година ботаникът Шарл Плумие донася от Южна Америка в Европа първата фуксия. Този род растения получава името си Фуксия (Fuchsia) в чест на немския доктор и ботаник Леонард Фукс (1501–1566). Родоначалник на всички съвременни сортове на фуксия е изящната Фуксия  (F. gracilis). Впоследствие са произведени огромно количество хибридни форми, които са обединени под общото название хибридна Ф.  (F. hybrida).
В България това градинско растение е разпространено под името обички.

## Описание
Към рода спадат около 100 храстовидни или дървесни видове, растящи изправено или разстлано, с насрещно разположени, опадващи или вечнозелени листа, лъскаво зелени на цвят с цели или нащърбени крайчета. Някои от по-грубоватите, по-скоро дървесни видове, могат да достигнат на височина до 150 cm. отглеждани у дома, а в естествената си среда понякога достигат 2-3 метра. Цветовете са увиснали, аксиларни (връхни), могат да бъдат единични или в съцветие, състоят се от цилиндрична чашка (формирана от четири листчета, отварящи се на върха) и венче (формирано от четири-пет застъпващи се венчелистчета, понякога техният брой можe да бъде двоен или дори четворен), често различно на цвят от чашката. От венчелистчетата на венчето се подават осем ярко оцветени тичинки. Точно заради атрактивните висящи цветове растението често бива наричано „обичка“. Палитрата на цветовете е изключително богата – от бяло, през розово, червено, виолетово и всякакви техни цветови вариации и комбинации. Периодът на цъфтеж може да продължи от пролетта до началото на есента. След повяхването на цветчетата се появяват плодовете. Те са тъмно пурпурни на цвят, издължени и месести, съдържат няколко дребни семенца и са ядливи. В регионите с мек климат фуксиите могат да бъдат отглеждани целогодишно навън, посадени направо в земята, а в зоните със студена зима трябва да се приберат на хладно, но защитено от студовете място и да се изкарат отново навън със затоплянето на времето. Могат да се отглеждат в саксии по балконите или в добре осветени помещения. Доста различия има както в размерите, така и в отглеждането на различните видове, например един вид, произхождащ от Нова Зеландия – Fuchsia excorticata, е дръвче със средни размери, докато Fuchsia procumbens расте, лазейки по земята. Многобройните хибриди имат и предимството да са по-малко деликатни и по-устойчиви.

## Отглеждане на фуксия

### Температура
Зимната температура не трябва да бъде по-висока от 5-10 градуса, изключение правят по-издръжливите видове, които могат да понесат дори по-ниски температури, макар че това в някои случаи води до смърт на надземната част на растението, нови издънки избиват отново с началото на пролетта. През лятото температурата не бива да надвишава 25 градуса.

### Разположение и светлина
Силна, но растението трябва да е защитено от преките слънчеви лъчи. Когато го изкарвате навън, постепенно и внимателно привикнете растението. През лятото трябва да се засенчва.

### Поливане и влажност на средата
През лятото трябва да се поливат обилно, като се избягва застояване на вода в чинийките, то може да бъде много опасно. Вредни са и продължителните периоди на засушаване, избягвайте ги! През зимата поливането се редуцира дотолкова, че да се поддържа почвата леко влажна. Добре е влажността на средата допълнително да се увеличава с напръскване на листата, без обаче да се рискува да е прекомерна.

### Субстрат
Лек и не варовит, богат на органична материя, но и силно пропусклив, смес от градинска почва, торф и пясък (и/или перлит). Осигурете дренажен слой на дъното на саксията. Саксиите не трябва да са големи, при пресаждане ползвайте саксии с едва няколко сантиметра по-големи.

### Торене
От юни до септември торете с течен тор на всеки 8-10 дни (ако растенията са млади на 21 дена). През март може да пресадите и да подрежете леко.

## Фуксия размножаване
Фуксиите могат да се размножават чрез семена и чрез резници. Резниците трябва да са с дължина 8-10 cm, а подходящ период за рязането им е март или август – септември. Правят се от нецъфтящите разклонения на растението, поставят се да се вкореняват по единично в малки саксийки (с диаметър 5 cm), пълни със смес от торф и пясък, при температура 15-16 градуса. Не забравяйте да отстраните двете листенца в основата на резника, за да избегнете риска от дехидратация. След като настъпи вкореняването (обикновено трябват 30-40 дни), резничетата трябва да се пресадят в саксии с размер 7-8 cm, а по-късно при последващо пресаждане в саксии с размер 14-15 cm. Честото пречупване на връхчетата на клонките ще доведе до компактно разклоняване и оформяне на младите растения. Резници могат да се правят и през лятото и зимата, но от полувдървесенени клонки през летните месеци и от напълно вдървесенени клонки през зимните.
Сеитбата на семена се прави напролет или в началото на есента, доста по-сложна е и може да не се получат растения, идентични на родителя.